# Jalil Shahnaz

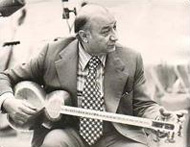
Jalil Shahnaz tocando el târ

Yalil Shahnaz (persa: جلیل شهناز) (Isfahán, 22 de mayo de 1921 - Teherán, 17 de junio de 2013) fue uno de los más grandes maestros de la música clásica persa y de los solistas de târ.

## Biografía
Yalil Shahnaz nació en 1921 en Isfahán, Persia (Irán). Shahnaz estudió bajo la supervisión de Abdolhossein Shahnazi y Hossein Shahnaz y se hizo amigo del entonador de ney, Hassan Kassai.

## Obras
- "Atr Afshan" (solo de tar, acompañado por Mohammad Esmaeili, en el tombak).
- "Zaban-e tar" (solo de tar, acompañado por Jahangir Malek, en el tombak).
- "15 Pieces for Tar & Setar" (transcrito por Houshang Zarif). Soroud Publications, Tehran, 2000.